# Wilhelm Kosch
Wilhelm Franz Josef Kosch (né le 2 octobre 1879 à Drahan en margraviat de Moravie et mort le 20 décembre 1960 à Vienne) est un historien de la littérature et du théâtre et lexicographe autrichien. Le Deutsches Literatur-Lexikon, qu'il fonde et renouvelle plus tard plusieurs fois, devient internationalement connu, principalement appelé Kosch en abrégé.

## Biographie
Wilhelm Kosch, fils de Joseph Kosch (1850-1940), conseiller au bureau du gouverneur morave à Brünn, et de son épouse Maria Lostiak (1855-1904) de Proßnitz, étudie le droit à Vienne, puis l'allemand, l'histoire et l'histoire de l'art à Breslau et avec August Sauer (de) à Prague, où il obtient son doctorat en philosophie en 1903 avec sa thèse « Adalbert Stifter et le romantisme ».
En 1905, il devient professeur extraordinaire d'histoire littéraire allemande à Fribourg, en 1911 à Czernowitz en Bucovine. Après 1918 (fin de la Première Guerre mondiale et chute de la monarchie austro-hongroise), il doit quitter Czernowitz et se rend d'abord à l'Université de Leoben en tant que professeur invité.
De 1923 jusqu'à sa retraite en 1950, il est professeur titulaire d'histoire littéraire et théâtrale allemande à l'Université de Nimègue.
Après cela, il vit à Vienne et se consacre à ses projets d'études encyclopédiques. Il devient le fondateur des archives Adalbert Stifter, de l'association allemande Eichendorff et de son magazine "Der Wächter", est rédacteur en chef de la série "Deutsche Quellen und Studien" et à partir de 1908 une édition complète critique d'Eichendorff.
Kosch est membre de la fraternité étudiante catholique KDStV Nibelungia Brünn depuis 1899. En 1925, il est membre fondateur du KDB Suevia au Waldhof de Graz (à partir de 1926 dans le cercle des fraternités catholiques allemandes (de) (RKDB)) ainsi que membre de la bande d'autres associations RKDB. Il est enterré au cimetière central de Vienne.

## Travaux
- A. Stifter. Festschrift 1905
- Martin Greif in seinen Werken, 1907
- Die Deutschen in Österreich und ihr Ausgleich mit den Tschechen, 1909
- Menschen und Bücher. Aufsätze 1912
- Melchior Diepenbruck, 1913
- Das deutsche Theater und Drama (im 19. Jahrhundert) seit Schillers Tod. Vier Quellen Verlag, Leipzig (1913)
- M. Sailer, 1914
- Martin von Cochem, 1915
- Feldmarschall Graf Radetzky, 1915
- J. von Eichendorff, 1923
- Das katholische Deutschland (A–S), 1933 ff., (1938)
- Luise von Eichendorff (de) in ihren Briefen an Adalbert Stifter. „Der Wächter“ Verlag, Nymwegen 1940 und 1948.

Éditeur
- Deutsches Literatur-Lexikon. Biographisches und bibliographisches Handbuch I (1949) – 4 (1958); 2. Auflage 1947–1958; 3. Auflage 1966 ff.
- Das katholische Deutschland (A – Schlüter), 1933–1938
- Biographisches Staatshandbuch 1–2, 1963
- Deutsches Theater-Lexikon (de) (A – Rostok), 1953–1966; Neubearbeitung durch Ingrid Bigler-Marschall, 2013 ff.